# Ciclismo nos Jogos Olímpicos de Verão de 1900
O ciclismo nos Jogos Olímpicos de Verão de 1900 foi composto por várias provas, incluindo Tandem, Grande Prêmio de Vincennes e provas para deficientes, mas o Comitê Olímpico Internacional só reconhece duas. Apenas homens participaram das competições, que aconteceram entre 9 e 16 de setembro.

## Medalhistas

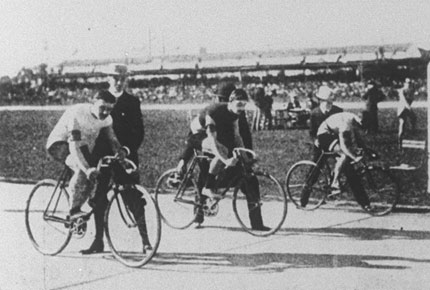
Final da prova de velocidade, vencida por Georges Taillandier (esq.)

Masculino
| Evento              | Ouro                          | Prata                       | Bronze                             |
| ------------------- | ----------------------------- | --------------------------- | ---------------------------------- |
| Velocidade detalhes | Albert Taillandier FRA França | Fernand Sanz FRA França     | John Henry Lake USA Estados Unidos |
| 25 km detalhes      | Louis Bastien FRA França      | Louis Hildebrand FRA França | Auguste Daumain FRA França         |

## Quadro de medalhas
| Ordem | País               | Medalha de ouro | Medalha de prata | Medalha de bronze |   | Ordem por total |
| ----- | ------------------ | --------------- | ---------------- | ----------------- | - | --------------- |
| 1     | FRA França         | 2               | 2                | 1                 | 5 | 1               |
| 2     | USA Estados Unidos |                 |                  | 1                 | 1 | 2               |
| TOTAL | TOTAL              | 2               | 2                | 2                 | 6 | —               |

## Países participantes
- GER Alemanha (3)
- BEL Bélgica (1)
- BOH Boêmia (1)
- USA Estados Unidos (1)
- FRA França (59)
- ITA Itália (7)